# كلاس سميت
كلاس سميت (بالهولندية: Klaas Smit)‏ هو لاعب كرة قدم هولندي، ولد في 11 نوفمبر 1930 في Volendam ‏ في هولندا، وتوفي في 20 فبراير 2008. لعب مع إي زد ألكمار.